# Teachings in Silence
Teachings in Silence è una compilation del gruppo musicale norvegese di musica sperimentale Ulver, pubblicata in U.S.A nel 2002 e in Europa nel 2003, che riunisce i due EP del 2001: Silence Teaches You How to Sing e Silencing the Singing.

## Tracce
1. Silence Teaches You How to Sing – 24:05
2. Darling Didn't We Kill You? – 8:52
3. Speak Dead Speaker – 9:33
4. Not Saved – 10:29